# Alliance européenne des mouvements nationaux
Pour les articles homonymes, voir AEMN.
L’Alliance européenne des mouvements nationaux (AEMN) est un ancien parti politique européen, formée à Budapest le 24 octobre 2009 et reconnue comme parti européen jusqu'en 2018,.
L'AEMN regroupait des partis nationalistes et généralement considérés comme d'extrême droite. Les membres fondateurs de ce parti étaient le Jobbik hongrois, le Front national qui l'a quitté par la suite, le Mouvement social flamme tricolore d'Italie, les Nationaux-démocrates de Suède et le Front national de Belgique.
En décembre 2013, son président est Béla Kovács, ancien membre du parti Jobbik. Il a succédé à Bruno Gollnisch qui présida l'AEMN de sa création à octobre 2013.

## Idéologie et objectifs
La formation de l'alliance fut officiellement annoncée le 24 octobre 2009 à Budapest lors du sixième congrès du parti hongrois Jobbik. Ses membres ont signé une déclaration politique commune qui insiste en neuf points sur la défense de la souveraineté des nations européennes, la lutte contre l'immigration, la promotion des valeurs traditionnelles, la préservation des identités et des cultures européennes et le combat contre les « effets destructeurs de la mondialisation ». Pour l'historien Nicolas Lebourg, l'AEMN n'avait « aucune cohérence idéologique ou programmatique, regroupant des mouvements qui avaient des conceptions totalement divergentes tant sur la question nationale que sur les projets européens, des radicaux autant que des démocrates, des souverainistes comme des fédéralistes eurasistes. Ses membres se reconnaissaient juste des convergences quant à leur vision du monde ».
Les objectifs de cette alliance sont un « approfondissement doctrinal », la démonstration que des mouvements politiques qui promeuvent les nations sont capables de s'entendre, la lutte commune contre « la désinformation et la diabolisation » dont ils se disent victimes, et la concertation sur les problèmes politiques notamment les problèmes politiques internationaux et surtout européens. L'un des autres buts de l'alliance est l'accès aux subventions accordées par l'Union européenne aux partis politiques européens. De 2009 à 2011, l'alliance ne remplissait pas les critères qui permettent d'être reconnu comme parti politique européen et ainsi d'être éligible à ce financement. Ces critères exigent notamment d'avoir des élus européens, nationaux ou régionaux dans sept États membres de l'Union européenne, ou d'avoir obtenu au moins 3 % des votes aux dernières élections européennes dans sept États membres.
Le statut de parti politique obtenu en 2012 a toutefois permis à cette association de droit alsacien de recevoir plus de 1,5 million d’euros de subventions en cinq ans en provenance du Parlement européen.

## Structure
Le siège de l'Alliance européenne des mouvements nationaux se trouve à Matzenheim dans le Bas-Rhin. Sa forme juridique est une association loi de 1908 selon le droit local en Alsace et en Moselle. Elle constitue bien une alliance de partis politiques et non un parti politique en tant que tel qui serait selon ses membres, contraire à leurs convictions souverainistes.
Le 13 février 2012, le bureau du Parlement européen a validé le statut de parti politique européen pour l'AEMN. Pour l'année 2012, une dotation de 289 266 euros lui a été accordée,. Cette décision a suscité les protestations de l'eurodéputé britannique Claude Moraes, membre du groupe socialiste et démocrate, qui a appelé à un boycott de l'alliance. Le vice-président du Parlement Edward McMillan-Scott (ADLE) a déclaré que cette reconnaissance constituait une « raison de s'inquiéter ». Mais lorsqu'il a pris sa décision, le bureau du Parlement européen a noté qu'il n'existait « pas de signes » qui montreraient que l'AEMN a violé les principes démocratiques de l'Union européenne, tels que les droits de l'homme ou les libertés fondamentales. Pour l'année 2013, la dotation accordée à l'AEMN s'est élevée à 385 323 euros.
Bruno Gollnisch préside l'AEMN à partir de sa création en 2009. Il est réélu à ce poste lors d'une réunion de l'alliance le 21 octobre 2012 à Hédervár en Hongrie. Nick Griffin est le vice-président, Valerio Cignetti (MSFT) est le secrétaire général, et Béla Kovács (Jobbik) est alors le trésorier. Après le départ de Bruno Gollnisch en octobre 2013, le député européen hongrois Béla Kovács lui succède à partir de décembre 2013.

## Membres

### Débuts
Les cinq membres fondateurs furent rejoints par le Parti national britannique (BNP) le 12 novembre 2009, par le Parti national rénovateur du Portugal et par Svoboda d'Ukraine. Au printemps 2013, Svoboda a perdu son statut d'observateur après un conflit avec d'autres groupes membres au sujet de sa politique à l'égard des minorités ethniques dans l'ouest de l'Ukraine. Cependant, Svoboda a maintenu son affiliation informelle avec le groupe jusqu'en mars 2014, date à laquelle il a annoncé son retrait de son statut d'observateur auprès de l'AENM, citant plusieurs membres de l'alliance faisant des « déclarations soutenant les forces séparatistes parrainées par la Russie et soutenant l'occupation ukrainienne de territoires ukrainiens par les forces armées russes ». Béla Kovács, chef de file de l'alliance, avait été observateur lors des élections législatives du Donbass en 2014.
D'après Bruno Gollnisch, des discussions auraient eu lieu pour que trois autres partis politiques rallient l'alliance : le Parti de la liberté d'Autriche (FPÖ) d'Autriche, le parti bulgare Union nationale Attaque et le Vlaams Belang de Belgique, tous trois formant déjà une « coordination parlementaire » au Parlement européen avec le Front national français, Jobbik et le BNP. De plus, selon Bruno Gollnisch, des députés lituaniens auraient fait part, peu après la création de l'alliance, de leur volonté de la rejoindre. En 2012, ces contacts n'ont toujours pas donné lieu à l'adhésion de nouveaux partis. Toutefois, l'arrivée d'un député lituanien a permis l'obtention du statut de parti politique européen en 2012 (voir plus bas). L'hebdomadaire European Voice assure cependant que l'AEMN est composée de treize partis politiques.

### Attitude du Front national
L'affiliation du Front national français à l'AEMN a été remise en cause avec l'élection de Marine Le Pen à la présidence du parti en janvier 2011. Elle a en effet décidé de démissionner de cette organisation, jugeant les partis qui y adhèrent trop radicaux et pas assez crédibles. Son conseiller aux affaires européennes, Ludovic de Danne, a affirmé que cette démission engageait le Front national et valait donc « retrait du FN de l'AEMN ».
En octobre 2013, Marine Le Pen demande à Bruno Gollnisch et Jean-Marie Le Pen de se retirer de l'AEMN « pour que la cohérence du parcours du FN, de ses choix d'alliance, apparaissent parfaitement claires ». Bruno Gollnisch fait savoir qu'il accepte de se conformer à la ligne fixée par la présidente du Front national, et qu'il quittera l'AEMN d'ici la fin de l'année 2013. Le 7 novembre 2013, Jean-Marie Le Pen déclare que Bruno Gollnisch et lui ont quitté l'AEMN fin octobre, expliquant : « Nous obéissons à Marine Le Pen ».

### Membres
Le 24 octobre 2012, le site internet de Bruno Gollnisch explique que d'après l'article 7 des statuts de l'AEMN, cette dernière rassemble quatre partis politiques. Elle compte également dix membres associés (huit depuis fin octobre 2013) qui sont des personnes physiques exerçant des mandats de députés européens, de députés nationaux ou d'élus régionaux.

#### Membres actuels
- Membres (partis politiques) :
  -  Italie : Mouvement social flamme tricolore, Droites unies[25]
  -  Bulgarie : Parti national-démocrate
  -  Royaume-Uni : Parti national britannique
  -  Portugal : Ergue-te[26]
  -  Slovénie : Parti national slovène[27]

- Membres associés (personnes physiques) :
  -  Hongrie : Béla Kovács – (indépendant)
  -  Bulgarie : Dimitar Stoyanov - (Union nationale Attaque)
  -  Belgique : Christian Verougstraete - (Vlaams Belang)
  -  Lituanie : Dailis Barakauskas - (Ordre et justice)

#### Anciens membres
| Parti                                | Abr.   | Pays     | Notes                                                            |
| ------------------------------------ | ------ | -------- | ---------------------------------------------------------------- |
| Mouvement pour une meilleure Hongrie | Jobbik | Hongrie  | A quitté le groupe en 2016                                       |
| Mouvement social républicain         | MSR    | Espagne  | Parti dissous le 30 janvier 2018                                 |
| Front national                       | FN     | France   | Départ en 2011 pour former l'Alliance européenne pour la liberté |
| Nationaux-démocrates                 | ND     | Suède    | Parti dissous en avril 2014                                      |
| Front bleu et blanc                  | SVR    | Finlande | Parti inactif depuis 2015                                        |

#### Anciens membres observateurs
| Parti   | Abr. | Pays    | Notes                                                                         |
| ------- | ---- | ------- | ----------------------------------------------------------------------------- |
| Svoboda | BOC  | Ukraine | Retrait en mars 2014 à la suite de désaccords concernant la crise ukrainienne |

#### Membres associés jusqu'en 2013
| Nom                           | Parti                      | Pays        | Mandat(s)                                       |
| ----------------------------- | -------------------------- | ----------- | ----------------------------------------------- |
| Béla Kovács (président)       | Jobbik                     | Hongrie     | Député européen                                 |
| Nick Griffin (vice-président) | Parti national britannique | Royaume-Uni | Député européen                                 |
| Andrew Brons                  | Parti national britannique | Royaume-Uni | Député européen                                 |
| Dimitar Stoyanov              | Parti national démocrate   | Bulgarie    | Député européen                                 |
| Maurizio Lupi                 | Le Peuple de la liberté    | Italie      |                                                 |
| Christian Verougstraete       | Vlaams Belang              | Belgique    | Député au Parlement flamand                     |
| Bartosz Kownacki (pl)         | Droit et justice           | Pologne     | Député national (plus membre de l'AENM en 2016) |
| Dailis Barakauskas            | Ordre et justice           | Lituanie    | Député national                                 |

Jusqu'à leur départ fin octobre 2013, les députés européens et conseillers régionaux FN Bruno Gollnisch et Jean-Marie Le Pen comptaient parmi les membres associés de l'AEMN.